# Laurent Cazassus
Laurent Cazassus, né le 8 mars 1862 à Saint-Gaudens (Haute-Garonne) et mort le 11 mars 1928 dans la même ville,  est un homme politique français.

## Biographie
Clerc d'avoué, il est ensuite avocat à Saint-Gaudens et bâtonnier. Maire de Saint-Gaudens, conseiller général, il est député de la Haute-Garonne de 1914 à 1919, siégeant sur les bancs radicaux. 